# Skittles

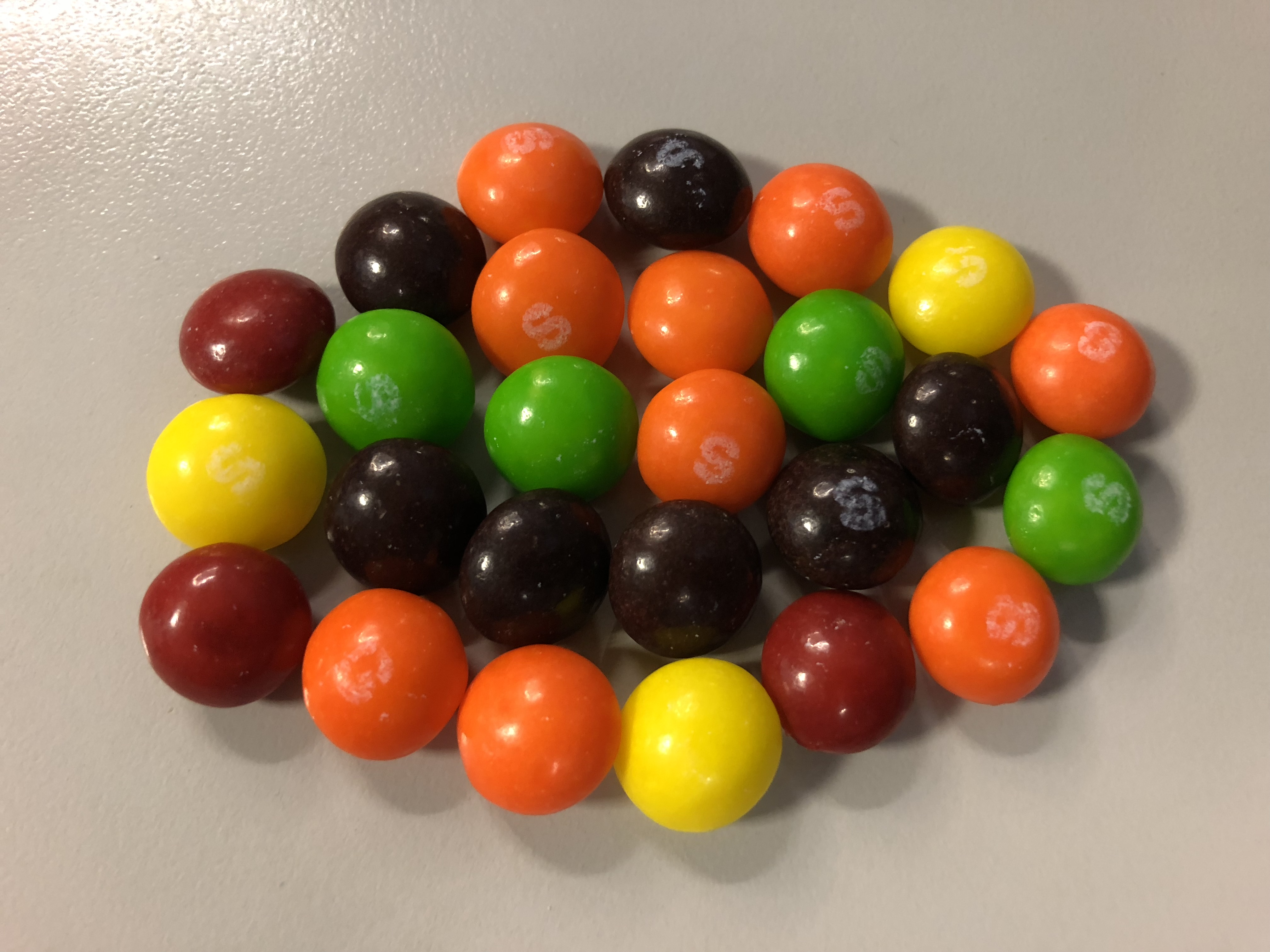
Skittles

Unter dem Markennamen Skittles werden von der Firma Wrigley zuckerumhüllte Kaudragees mit einem aufgedruckten weißen „S“ in verschiedenen Geschmacksrichtungen, vorwiegend Fruchtgeschmack, vertrieben. Die in Europa vertriebenen Skittles werden in Polen hergestellt.

## Geschichte
Skittles wurden ab 1974 in England produziert. Nach der Einführung in Nordamerika im Jahr 1979 wurde drei Jahre später auch die Produktion überwiegend in den USA vorgenommen. Dort gewann das Produkt rasch an Beliebtheit und wurde in der Folge zunehmend international vertrieben. Heutzutage sind Skittles ebenso wie andere Produkte von Wrigley in annähernd 180 Ländern erhältlich. In Deutschland waren Skittles zunächst meist nur an Süßwarenautomaten erhältlich, zunehmend findet sich das Produkt aber auch in den Sortimenten verschiedener Einzelhandelsketten.
Im Jahr 2009 startete Wrigley eine umfassende web-basierte Werbekampagne in den USA für das Produkt Skittles unter Nutzung verschiedener Medien wie Facebook, YouTube, Flickr und Twitter. Dies wurde von vielen Nutzern dieser Medien kontrovers diskutiert.

## Variationen
In Deutschland sind momentan sechs verschiedene Varianten erhältlich:
- Crazy Sours: Mischung mit den sauren Fruchtgeschmacksrichtungen Saure Ananas, Saure Mandarine, Saure Kirsche, Saurer Apfel, Saure Himbeere
- Fruits: Mischung mit den Fruchtgeschmacksrichtungen Orange, Limette, Zitrone, Erdbeere, Schwarze Johannisbeere
- Wild Berry: Mischung mit den Fruchtgeschmacksrichtungen Beerenpunch, Zuckermelone-Beere, Himbeere, Erdbeere, Vogelkirsche
- Confused: Mischung in Farben und Geschmäckern, die nicht zueinander passen
- Tropical: Mischung mit den Geschmacksrichtungen von tropischen Früchten (Banane-Beere, Kiwi-Limette, Mango-Tangelo, Ananas-Passionsfrucht, Erdbeere-Sternfrucht)
- Chewies: Die gleichen Sorten wie bei der Fruitsmischung, nur ohne die typische zuckerhaltige Hülle

Alle fünf Sorten sind in 160-Gramm-Beuteln erhältlich (Skittles XXL). Crazy Sours und Fruits sind in Kartonverpackungen zu je 45 Gramm erhältlich sowie in 400-Gramm-Beuteln (Skittles XXXL), Fruits zusätzlich in einer 55-Gramm-Tüte (vorwiegend an Automaten).
Des Weiteren gibt es mehrere Variationen, welche hauptsächlich in den USA und Kanada erhältlich sind, aber auch andere Variationen, die nur regional begrenzt erhältlich sind:
- Original Fruit Skittles. Ursprüngliche Mischung: Erdbeere, Orange, Zitrone, Limette, Traube. In den USA, Südkorea, Taiwan, Australien und China ist Limette seit 2013 mit Grünem Apfel ersetzt. In Großbritannien und Schweden ist Traube mit Schwarzer Johannisbeere ersetzt.
- Crazy Cores mit zwei verschieden aromatisierten Überzügen. Das sind Blaue Himbeere und Zitrone, Kirsche und Limonade, Mango und Pfirsich, Zuckermelone und Beeren, Erdbeere und Wassermelone.
- Sour: Die Original-Mischung, aber hier ist der Überzug mit Zitronensäurekristallen gedeckt.
- Double Sour mit doppelter Menge Zitronensäurekristallen. Geschmacksrichtungen: Saurer Apfel, Saure Zitrone, Saure blaue Himbeere, Saure Erdbeere, Saure Wassermelone
- Smoothie Mix: Zitrone-Beere, Gemischte Beeren, Orange-Mango, Pfirsich-Birne, Erdbeere-Banane
- Ice Cream: Karamell, Schokolade, Orange, Erdbeere, Vanille, Vanille-Orange
- Carnival: Kaugummi, Kandierter Apfel, Zuckerwatte, Lakritze, Grünes Slush
- Citrus, dt. Zitrusfrüchte: Mandarine, Grapefruit, Zitrone, Limette, Orange. Nur in Australien erhältlich.
- Skittles Unlimited
- Skittles Sensations mit pikanten und kühlen Geschmäcken. Chili-Beere, Kühle Himbeere, Saftige Orange, Kribbelnde Zitrone, Saurer Apfel.
- Skittles Fizzl'd Fruits: Wild-Berry-Mischung, in der der Überzug mit sprudelndem Pulver gedeckt war. Von 2010 bis 2012 erhältlich.
- Skittles Blenders mit jeweils zwei kombinierten Geschmäcken. Erdbeere-Limette, Kirsche-Ananas, Grüner Apfel-Wassermelone, Mango-Limonade, Zuckermelone-Beere. Von 2011 bis 2014 erhältlich.
- Desserts, dt. Nachspeisen: Himbeersorbet, Blaubeertorte, Key Lime Pie, Orangencreme, Erdbeermilchshake
- Extreme Fruit Gum mit verstärkten Geschmacksrichtungen: Blaue Himbeere, Vogelkirsche, Grüner Apfel, Mandarine, Wassermelone.
- Mint, Skittles Mints und Fresh Mint: Grüne Minze und Wintergrün
- Chocolate und Chocolate Mix: Heißer Kakao, Milchschokolade, Mocha, Haselnuss-Schokolade, Wilde Schokolade
- Liquorice: Lakritze, Anissamen-Lakritze, Minz-Lakritze, Gewürz-Lakritze, Vanille-Lakritze
- Darkside mit dunkleren Farben und verstärkten Geschmacksrichtungen: Granatapfel, Limette, Dunkle Beere, Blutorange.
- Seattle: Nur in den USA im Januar 2015 als limitierte Auflage verkauft.
- Orchards, dt. Obstwiesen: Roter Apfel, Kirsche, Limette, Pfirsich, Orange
- Flavor Mash-Ups!: Kombination der Tropical- und Wild-Berry-Mischungen

Gelegentlich werden die unterschiedlichen Variationen auch als zeitlich begrenzte Aktionen angeboten.

## Sonstiges
- Nestlé bot in Zusammenarbeit mit Haribo ein im Aufbau sehr ähnliches Konkurrenzprodukt namens Fruity Smarties an. Dieses wurde vorwiegend im deutschsprachigen Raum sowie in Kanada vertrieben. Allerdings erfolgt bislang kein Vertrieb in den USA; dies lässt sich vermutlich auf die Dominanz der dort weit verbreiteten Skittles zurückführen.[3]